# 上海交通大学医学院附属仁济医院

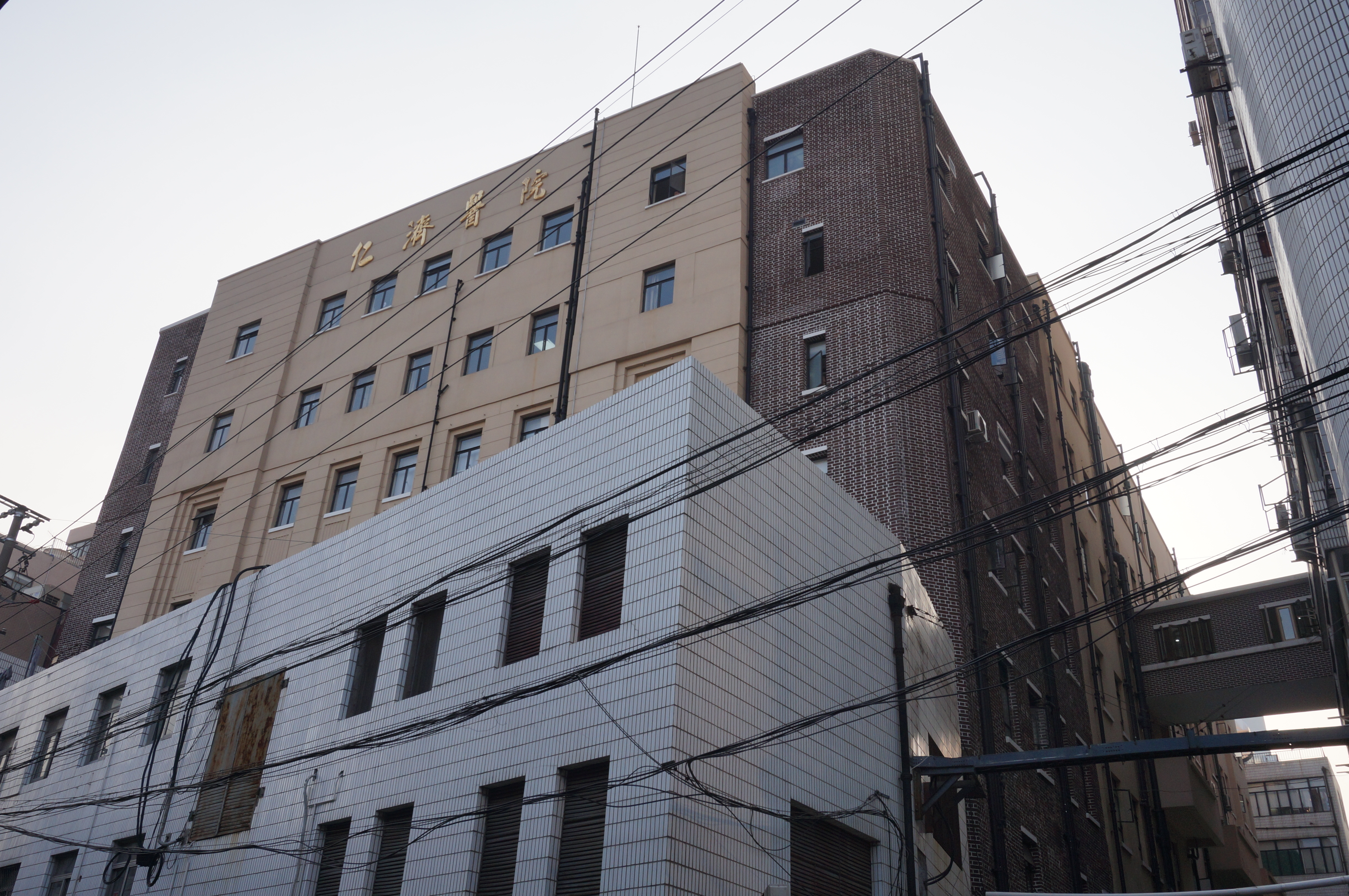
仁济医院总院

上海交通大学医学院附属仁济医院，是位于中国上海市的一所三级甲等医院。医院目前由东西南北四个院区和上海市肿瘤研究所组成，西院位于黄浦区山东中路145号，东院位于浦东新区浦建路160号（东方路1630号），南院位于上海市闵行区浦江镇江月路2000号 ，北院位于上海市浦东新区巨野路745号。其中西院的急症常年停诊。该院为上海交通大学医学院的教学医院。

## 历史

### 1949年以前
上海仁济医院成立于1844年，原名中国医馆，为英国伦敦会传教士雒魏林在上海小南门创办，是上海开埠后建立的第一家西医医院，也是中国第二家西式医院。1846年得到侨民和中国士绅的赞助，在北门外建立起一个稍具规模的医院，中文名称仁济医馆。1960年代，上海英租界西部边界外的麦家圈（今西部院址）内的墨海书馆停办，于是医馆迁至此处，英文名山东路医院，中文名正式称仁济医院。
早期的仁济医院带有浓重的教会色彩，规定住院的病人每天晨起必须到大厅集中，诵读《圣经》。门诊病人也必须到隔壁的天安堂祈祷，才能领到就诊券，依次就医。
1848年划入租界界内。1927年，仁济医院接受英国商人、慈善家亨利·雷士德遗赠的1万两白银和4处房产，用于医院扩建和其他支出。1932年建造6层现代化楼房，该楼现为仁济医院西院2号楼，已被列入第二批上海市优秀近代建筑。该楼由德和洋行设计，六层钢筋混凝土结构，现代主义风格。外部空间为三边相围呈“凹”状，中间的缺口形成一个广场。建筑的外墙用褐色面砖和浅灰色的假石，几乎没有非功能性装饰。根据雷士德遗嘱，医院可以设必须单独护理病人的单间重症病房，但不得设贵族化的单独病房，所以，医院大部分为普通病房，而且病房也大多设计在朝阳处。遗嘱还规定，留下适当的钱建立“医疗救助基金”。据1932年的统计，仁济医院的免费就医比例到达30%，被当时的人成为“苏州河以南，穷人欸一可以前往就诊之医院”。1941年太平洋战争爆发后，医院被日军侵占。

### 1949年以后
1952年，仁济医院交由上海第二医学院管理。文革中改名工农兵医院和第三人民医院。1984年，复名为仁济医院。2012年12月12日，仁济医院南院在闵行区浦江镇开业，作為一家独立建制的医院運行。2020年10月20日，仁济医院南院併入仁濟醫院，独立建制撤銷。

## 图片集

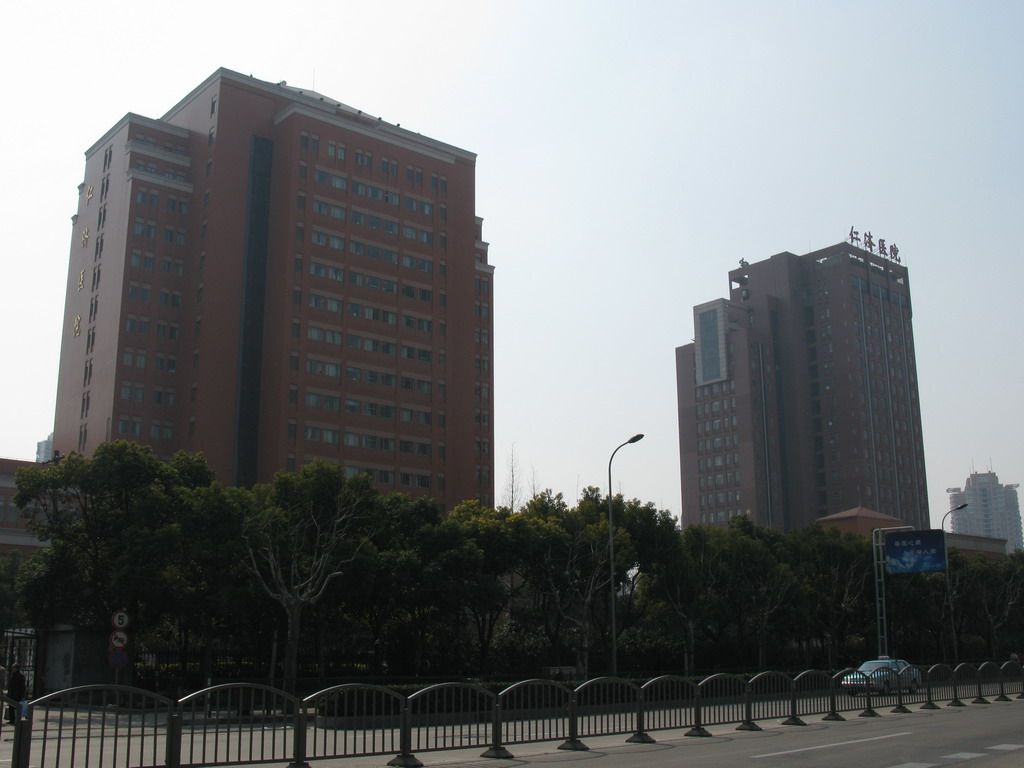
位于浦东新区东方路浦建路的仁济东院
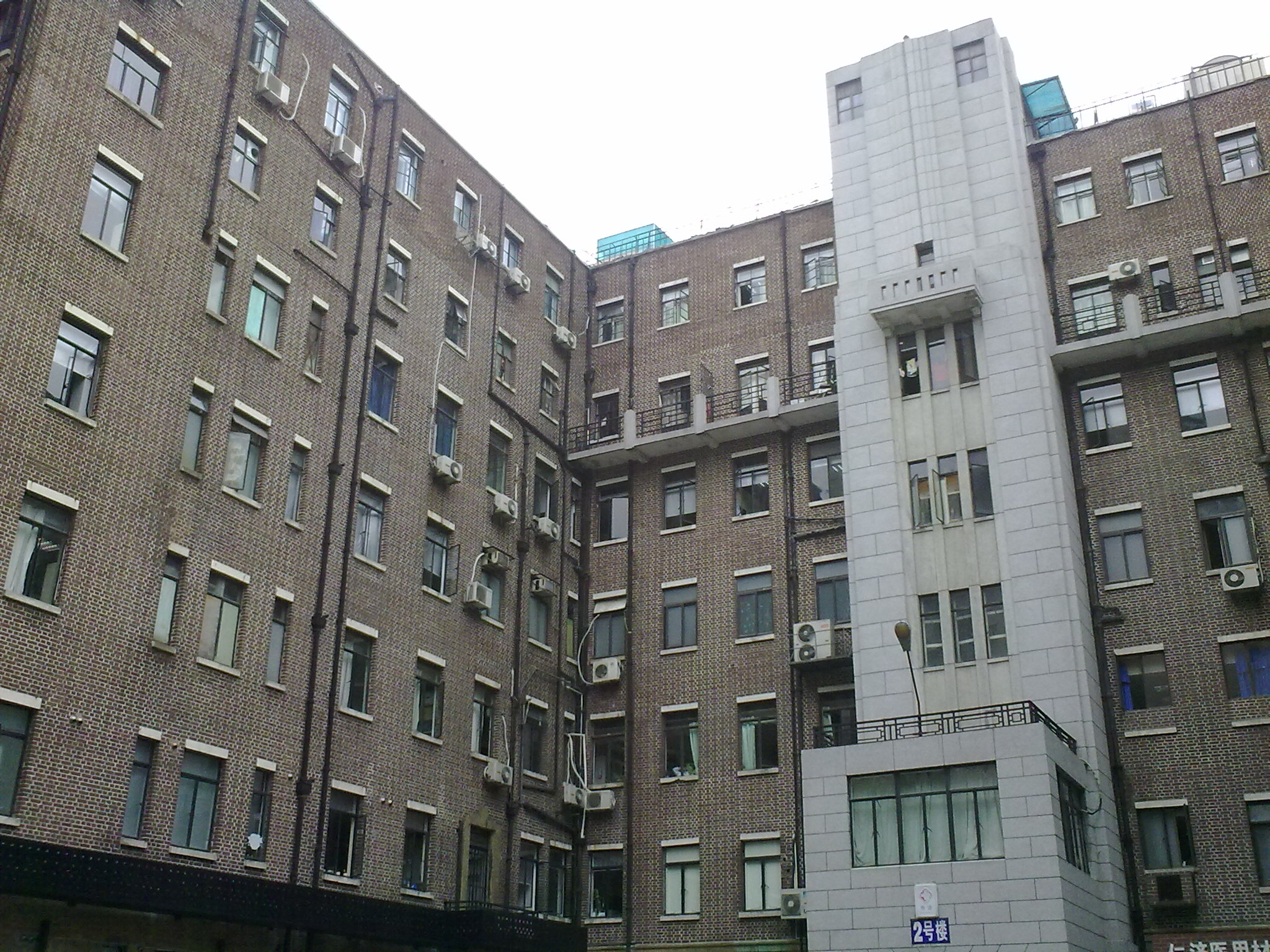
仁济总院2号楼

## 相关事件

### 仁济医院4.24冲突
2019年4月24日，患者陈某、患者家属韩某疑因插队与仁济医院专家、胸外科主任医师赵晓菁在仁济南院发生肢体冲突，赵晓菁被警方铐走。4月26日，上海警方发表声明称患者陈某并未无理插队，现场使用手铐强制传唤赵某符合相关法律规定。4月27日，中国医师协会在其官方微信发布声明称，医患冲突不同于普通的民事冲突，对医务人员应慎用械具。